# Sylvia Bommes
Sylvia Bommes (* 24. September 1972 in Korschenbroich) ist eine deutsche Fernsehmoderatorin.

## Leben
Sylvia Bommes absolvierte ein Studium in Spanisch, Französisch und Politik in Düsseldorf, welches sie 1998 abschloss. Währenddessen arbeitete sie als Moderatorin bei Radio 901. Danach lebte sie ein halbes Jahr auf der spanischen Insel Mallorca und moderierte beim Inselradio, bis sie Ende 1999 nach Deutschland zurückkehrte. Sie war zunächst für den Privatsender Sat.1 als Reporterin in Hannover und Dortmund tätig, bis sie bei dem Radiosender WDR 4 in Köln einstieg. Dort moderierte sie von April 2000 bis August 2007 die Sendung Bistro. Ab November 2000 präsentierte sie die Nachrichten während des Sat.1-Frühstücksfernsehens. Nachfolgerin wurde Ina Dietz.
Im Dezember 2003 beendete sie ihre Moderation, um in der täglichen Sendung S.O.S. – Style & Home bei ProSieben einzusteigen. Neben ihrer Arbeit in Hörfunk und Fernsehen steht sie gelegentlich auf der Bühne, moderiert Veranstaltungen und ist in der Werbebranche tätig. Zudem hat als Sprecherin bei VIVA und Super RTL vertont und als Synchronsprecherin u. a. Dinosauriern in verschiedenen Filmen ihre Stimme geliehen. Im MDR Fernsehen moderierte Sylvia Bommes die Sendung Eine Fahrt ins Blaue und schickte dabei Prominente in Deutschland und den Nachbarländern auf Schnitzeljagd. Außerdem präsentierte sie auf TecTime TV (ehemals DrDish TV) diverse Fernsehsendungen, ebenso auf München TV.
Seit 2004 moderiert sie beim Schlagersender Gute Laune TV diverse Formate. Seit 2006 ist sie Moderatorin bei Radio Arabella in München. Des Weiteren präsentiert sie bei RTL das bayerische Lokalfenster TV Bayern Live und aus dem Bayerischen Landtag plenum TV.
2016 nahm sie als Kandidatin bei der Fernseh-Show Shopping Queen teil.
2019 veröffentlichte Sylvia Bommes gemeinsam mit ihrem Mann den Roman Herzmalerei.
Sylvia Bommes ist mit dem ehemaligen Fußballspieler und Manager Marcel Schneider verheiratet und hat einen Sohn.